# 大恵寺
大恵寺（だいえいじ）は、岐阜県羽島市足近町にある臨済宗の寺院。山号は妙喜山。

## 歴史
文永元年（1264年）の創建とされる古寺で、当初の宗派と開山は不明。
文和元年（1352年）に3世の貞叔により中興されて臨済宗大徳寺派の寺院となった。
天文年間(に妙心寺派に転派し、そのころ斎藤道三から寺領として二十町を与えられた。
永禄年間に火災に遭い、伽藍が焼失している。
当地の支配が織田信長に移った後も寺領を安堵されたものの、太閤検地の際に没収された。
現在の伽藍は昭和15年（1940年）に再建されたものである。
県指定の文化財として鎌倉中期の作と推定される金銅阿弥陀如来三尊像を所蔵し、春秋に開帳が行われている。